# Waldemar Sorychta

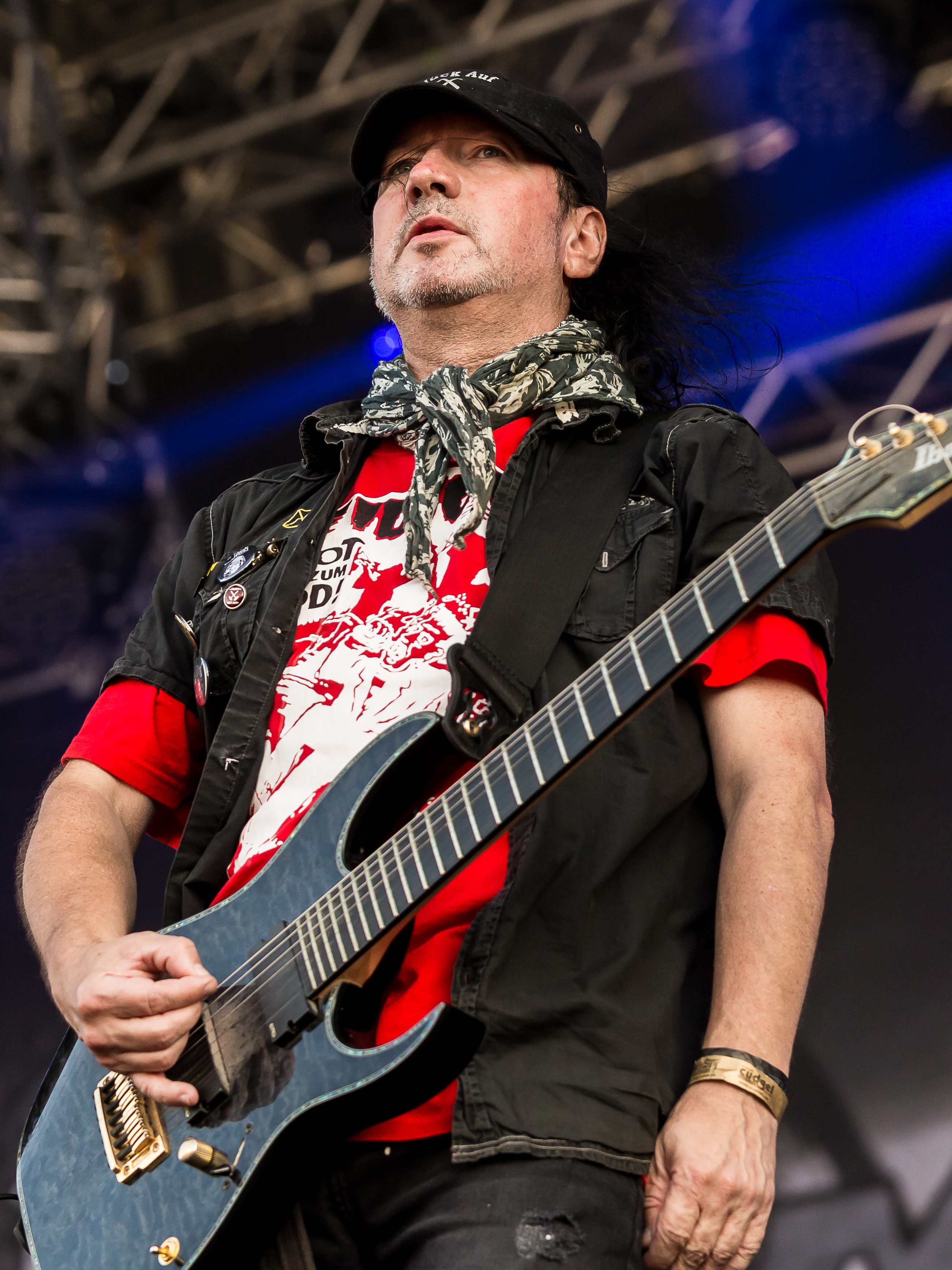
Sorychta mit Exhorder, 2023

Waldemar Sorychta (* 30. Oktober 1967 in Zabrze) ist ein polnisch-deutscher Metal-Musikproduzent und Musiker. 

## Leben
Sorychta stammt aus einer Bergmannsfamilie. Sein Vater arbeitete als Rettungskraft in einem Bergwerk und starb, als Waldemar Sorychta fünf Jahre alt war. Seine Mutter arbeitete als Angestellte. Zusammen mit seiner Mutter und seiner Großmutter zog er Anfang der 1980er Jahre zunächst nach Bonn, wo er einen Sprachkurs belegte. Seit 1986 wohnt Waldemar Sorychta in Bochum. Ein großer Teil seiner Familie zog bereits vor dem Zweiten Weltkrieg nach Gelsenkirchen. Aufgrund seiner Herkunft wurde Sorychta häufig angefeindet. In Polen wurde er mit Steinen beworfen und als „scheiß Nazi“ beschimpft, während er in Deutschland als „scheiß Pole“ beschimpft wurde. Er absolvierte eine Ausbildung als Blechschlosser und arbeitete einige Jahre in diesem Beruf, bevor er von der Musik leben konnte. Sorychta ist Fan des Fußballvereins Borussia Dortmund.

## Werdegang
Erste Erfahrungen sammelte Sorychta als Gitarrist der Dortmunder Thrash-Metal-Band Despair, mit der er Ende der 1980er- und Anfang der 1990er-Jahre drei Alben veröffentlichte. Später wurde er von Phillip Boa für dessen Metal-Projekt Voodoocult engagiert. Im Rahmen der Aufnahmen für das Album Jesus Killing Machine im Jahr 1994 lernte er den Slayer-Schlagzeuger Dave Lombardo kennen. Nach einer kompletten Umbesetzung des Kunstprojektes Voodocult gründeten beide die Band Grip Inc. Im Zeitraum von 1995 bis 2004 nahm Sorychta mit Grip Inc. vier Alben auf, bei denen er sowohl für das Songwriting als auch für die Produktion verantwortlich war. Höhepunkt der gemeinsamen Aktivitäten war das Dynamo Open Air 1999. Seit der Rückkehr Lombardos zu Slayer 2001 und dem Tod des Grip-Inc.-Sängers Gus Chambers 2008 ruht die Band.
Zunächst arbeitete Sorychta als Produzent hauptsächlich für das Plattenlabel Century Media. Zu den bekanntesten Bands, die Alben unter seiner Federführung produzierten, gehören u. a. Samael, Lacuna Coil, The Gathering, Tristania, Tiamat, Dismal Euphony, Gurd, Moonspell, Therion und My Insanity.
Momentan spielt Sorychta bei Eyes of Eden, ReVamp und Enemy of the Sun. Bei allen Bands zeigt er sich sowohl für die Kompositionen als auch für die Produktion verantwortlich. Für Andreas Geremia und Bobby Schottkowski als Bobby & Gerre schrieb und produzierte er 2012 den Song Die Zwei von der Tanke und spielte diesen auch live auf dem Rock Hard Festival.